# Peter Grundström
Peter Grundström, född 11 april 1957 i Ångermanland, är en svensk musiker, sångare och låtskrivare. Han var medlem i dansbandet Thor Görans som var aktivt 1976-2006. Han skrev bland annat låtar som Små, små ord som bland annat spelats in av Berth Idoffs 1988, samt Thor Görans låt Till min kära som Streaplers 1995 fick en coverhit med.
Peter Grundström är sambo med Agneta Olsson (född 1964).

## Andra låtar
- Världens lyckligaste tjej, Lotta Engberg 2012 på albumet Lotta & Christer.[2]

### Fotnoter
1. ↑  ”Dansbandsbloggen”. 23 juni 2011. Arkiverad från originalet den 12 augusti 2010. https://web.archive.org/web/20100812232252/http://www.dansbandsbloggen.se/2009/06/lysande-peter-agneta.html. Läst 9 juli 2011.
2. ↑  ”Peter Grundström skriver till Engberg”. Allehanda. 19 april 2012. http://allehanda.se/noje/1.4629368-peter-grundstrom-skriver-till-engberg. Läst 19 maj 2012.